# Ståuppkomik i Sverige

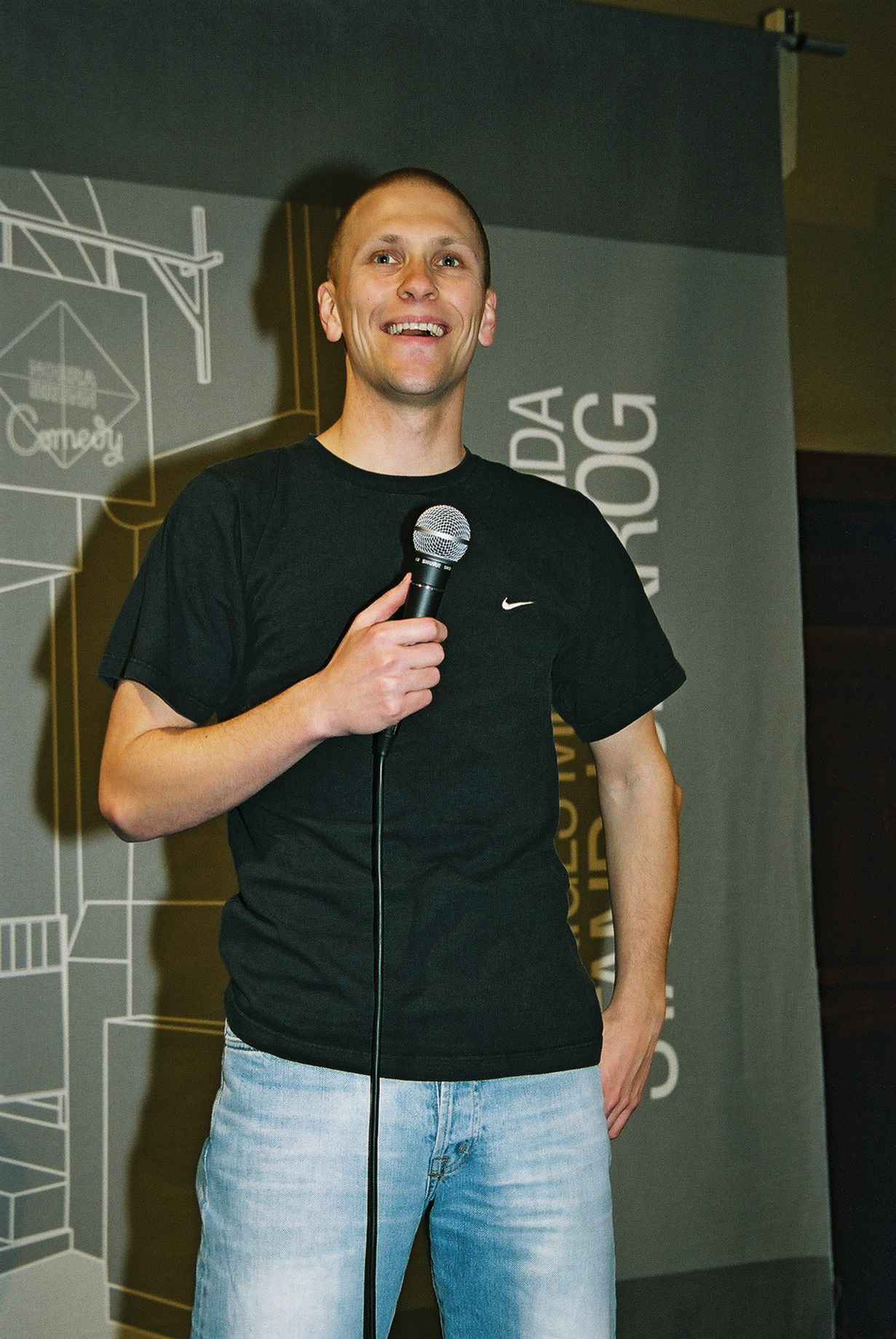
Magnus Betnér.

Ståuppkomik är en relativt ny form av svensk humor, som är starkt inspirerad av amerikansk stand up comedy. Den bryter av från annan svensk humor, genom att den varken är baserad på dramaturgi eller återberättade roliga historier samt inte behöver följa något manus som oftast finns i grunden och för det mesta är skrivet av den som framför det.

## Historik

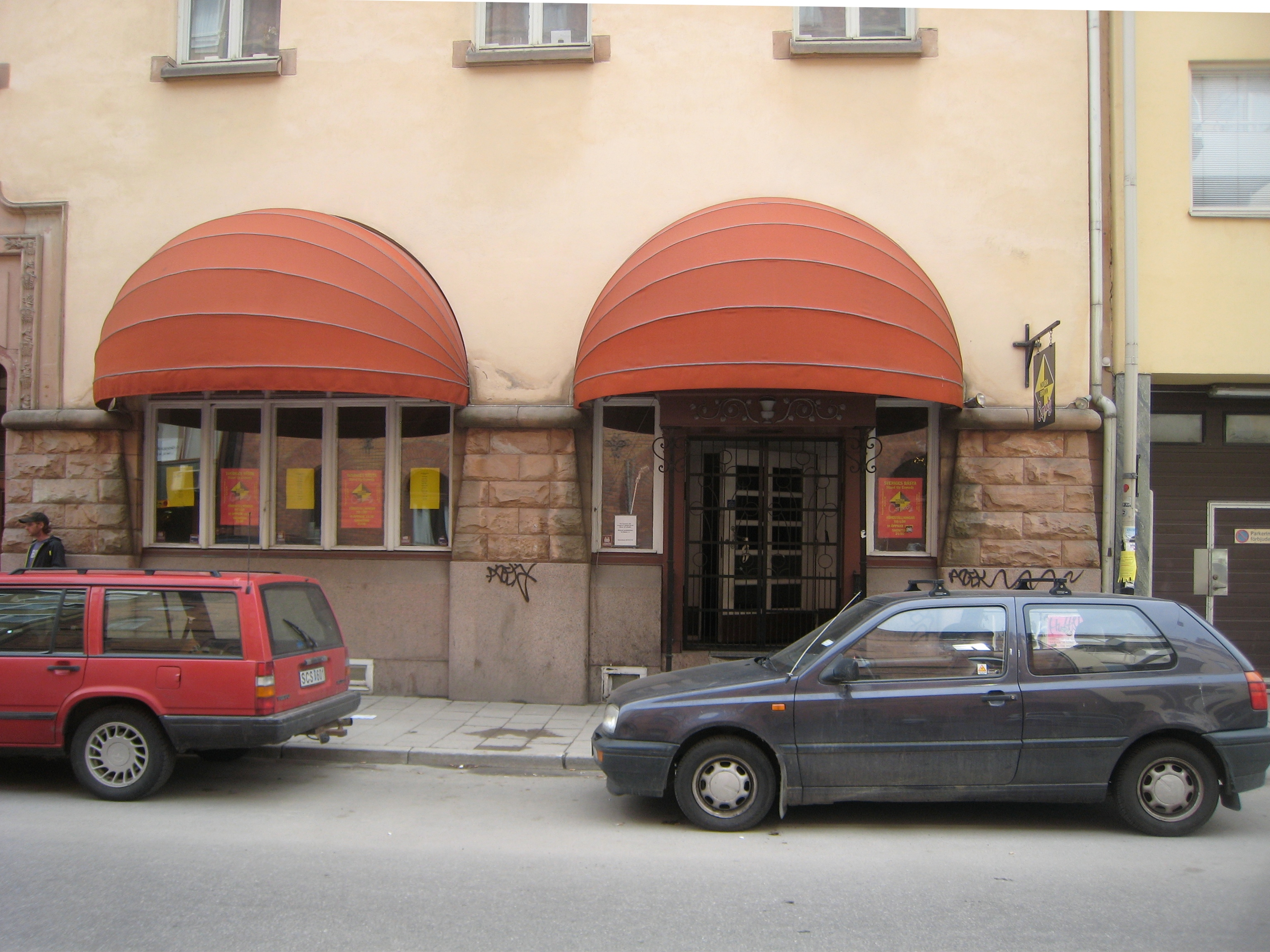
Norra Brunn.

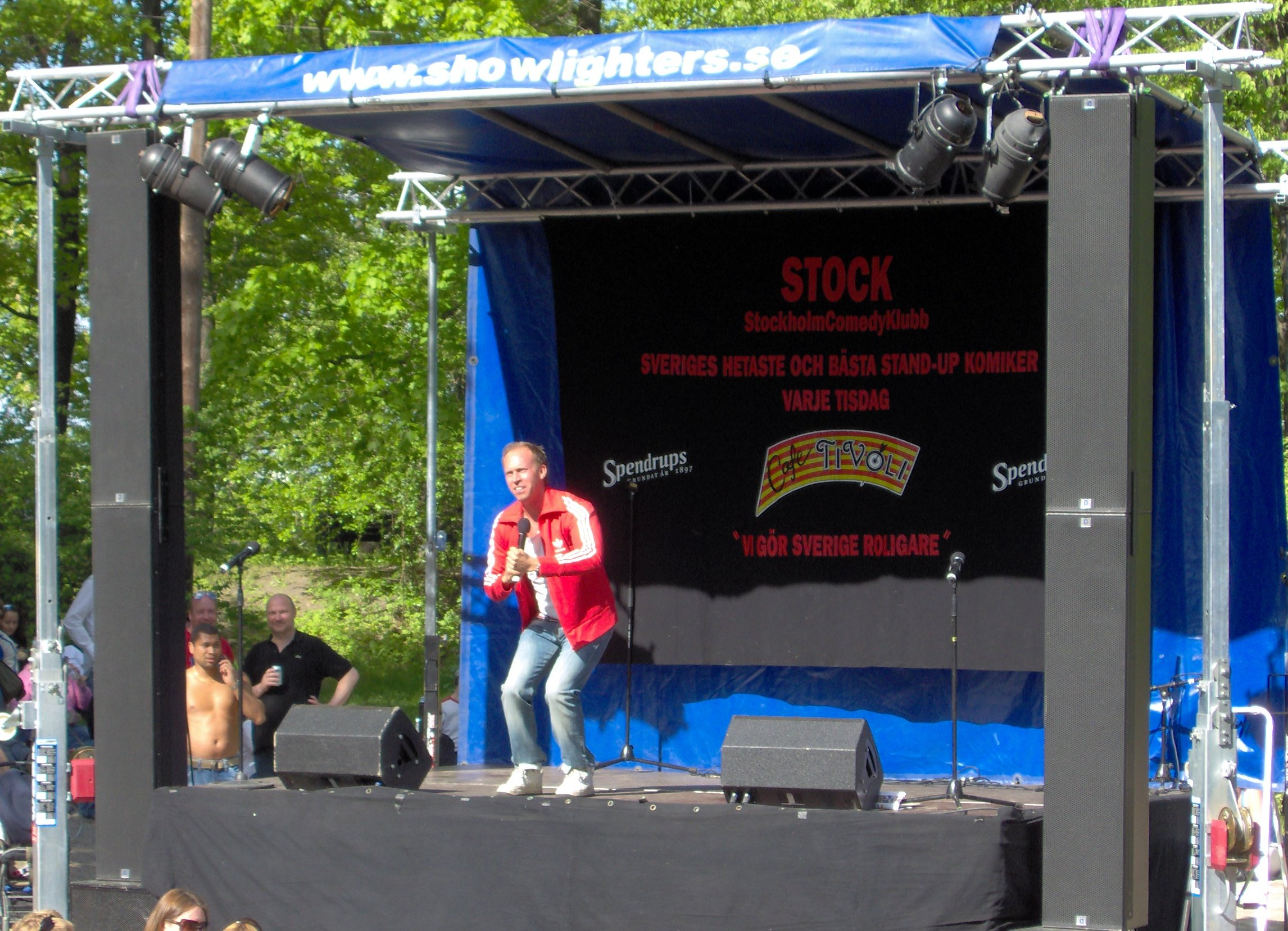
Jakob Öqvist på Skrattstock.

Svensk standup har inhemska föregångare i revyernas kupletter som sjöngs av bland andra Karl Gerhard och Ernst Rolf, och monologer av bland andra Hasseåtage, men den första moderna standup-klubben var Stand Up Comedy Klubben som grundades 1988, och började uppträda på Norra Brunn i Stockholm 1989. Under 1990-talet sände Sveriges Television Släng dig i brunnen därifrån. Därefter har många klubbar kommit och gått, de flesta i Stockholm. Den äldsta fortfarande verksamma klubben är Norra Brunn i Stockholm, sedan klubben på Royal Arms i Örebro som startat 1988 lades ner.

## Klubbar och evenemang
Stockholm Comedy Klubb, STOCK, organiserade den årliga Svenska standupgalan, där flera priser delades ut. Dessutom har de varit värdar för festivalen Skrattstock på Långholmen i Stockholm varje år från 2002 till 2012, den TV-sända showen Stockholm Live och nybörjarklubben Bungy Comedy där flera hundra provade på ståupp fram till sommaren 2013 då den lades ned.
Agenturen Bokastandup drev klubben Comedy Central Live i samarbete med det internationella humorbolaget Comedy Central.
En stor klubb är Raw Comedy, vars shower delvis visas på Kanal 5, och där flera internationella shower har arrangerats. Den största bokningen hittills är Jerry Seinfeld som uppträdde i Globen i juni 2011. Sommaren 2013 arrangerades första Raw Summer Fest med över 30 komiker som drog närmare 2000 personer.
Roa Produktion organiserar turnéer med bland andra David Batra, Johan Glans och Måns Möller. Rookies, dvs ej betalda komiker, hittar man på Big Ben Standup som är en klubb som varit plantskola för många av de yngre komikerna. På puben BigBenStandUp kör man gratis standup varje söndag, tisdag och torsdag året runt sedan hösten 2003. Även Maffia Comedy Club kör flera kvällar i veckan.
I Malmö finns klubbarna Malmö Comedy Klubb (MACK) och Oslipat. En rookieklubb i Malmö är Dockan Comedy, numera på restaurang Novel. Sedan 2015 finns också klubben Under Jord i Malmö.
Allt fler ståuppklubbar bildas runt om i landet. I södra Sverige kan flera av landets bästa komiker skådas på SNACK (Snapphanebygdens Comedy Klubb) i Hässleholm och på Hesslebaren i Kristianstad arrangeras från och med hösten 2010 stand up comedy med mer eller mindre etablerade komiker. I Sundsvall bildades hösten 2011 klubben "Skratta med käften Comedy Klubb" och i Gävle finns ståuppklubben "GASTA" sen 2007.
I Göteborg finns klubbarna Ståuppklubben, Pandora och Skrubben. Pandora är tillsammans med den tidigare Stockholmsklubben systerklubbar till Under Jord i Malmö. 